# Boudette Peaks
Boudette Peaks är en bergstopp i Antarktis. Den ligger i Västantarktis. Inget land gör anspråk på området. Toppen på Boudette Peaks är 2 815 meter över havet.
Terrängen runt Boudette Peaks är platt åt nordväst, men åt sydost är den kuperad. Trakten är obefolkad. Det finns inga samhällen i närheten. 